# Радосавлевич, Стефан
Сте́фан Радоса́влевич (фар. Stefan Radosavljevic; род. 8 сентября 2000 года в Белграде, Союзная Республика Югославия) — фарерский футболист, полузащитник клуба «Слайго Роверс» и сборной Фарерских островов.

## Клубная карьера
Стефан начинал карьеру в клубе «ТБ» Твёройри. В 2017 году его команда стала основой для объединённого сувуройского клуба «ТБ/ФКС/Ройн», и полузащитник заключил с ним свой первый профессиональный контракт. Он дебютировал за «ТБ/ФКС/Ройн» 2 апреля того же года в матче Кубка Фарерских островов против клуба «АБ». Неделю спустя Стефан провёл свою первую игру в чемпионате Фарерских островов, отыграв 83 минуты во встрече с «ЭБ/Стреймур». 28 мая полузащитник поразил ворота «ЭБ/Стреймур», открыв счёт своим голам на турнире. Всего в своём дебютном сезоне на взрослом уровне он забил 3 мяча в 22 встречах.
В 2018 году Стефан провёл 25 матчей в фарерской премьер-лиге, отметившись в них 5 забитыми голами. В 2019 году «ТБ/ФКС/Ройн» распался, и полузащитник снова оказался в родном «ТБ». В составе «чёрно-белых» он провёл 13 игр в первой половине сезона, отличившись 7 раз. Летом Стефан стал игроком столичного «Б36». Он дебютировал за новый клуб в еврокубках, заменив Беньямина Хайнесена на 60-й минуте матча Лиги Европы с североирландским «Крусейдерс», который состоялся 11 июля 2019 года. Во второй половине первенства архипелага того сезона Стефан забил 3 гола в 12 встречах. В 2020 году полузащитник провёл 24 игры за «Б36» в фарерской премьер-лиге, отметившись в них 5 забитыми мячами. В том сезоне он забил первый гол в еврокубках — пострадал валлийский «Нью-Сейнтс» в матче Лиги Европы.
В сезоне-2021 состоялся переход полузащитника в «ХБ». Стефан дебютировал за новый клуб 28 февраля, целиком отыграв матч Суперкубка Фарерских островов против рунавуйкского «НСИ», по итогам которого «ХБ» выиграл трофей. На первенстве архипелага того сезона он провёл 24 встречи и забил 9 мячей.

## Международная карьера
В 2015 году Стефан вызывался в юношескую сборную Фарерских островов (до 15 лет). В 2017 году в составе юношеской сборной Фарерских островов (до 17 лет) он принимал участие на первом в истории этой национальной команды Чемпионате Европы по футболу, проходившем в Хорватии. Стефан был капитаном своей сборной, начав с первых минут стартовый матч с шотландскими сверстниками и отыграв все 3 встречи группового этапа, по итогам которых фарерцы покинули турнир. В 2017—2018 годах полузащитник защищал цвета юношеской сборной Фарерских островов (до 19 лет). С 2019 года Стефан является членом молодёжной сборной Фарерских островов.

## Статистика выступлений
| Выступление      | Выступление      | Выступление      | Лига | Лига | Кубки | Кубки | Еврокубки | Еврокубки | Прочие | Прочие | Итого | Итого |
| Клуб             | Лига             | Сезон            | Игры | Голы | Игры  | Голы  | Игры      | Голы      | Игры   | Голы   | Игры  | Голы  |
| ---------------- | ---------------- | ---------------- | ---- | ---- | ----- | ----- | --------- | --------- | ------ | ------ | ----- | ----- |
| ТБ/ФКС/Ройн      | Премьер-лига     | 2017             | 22   | 3    | 2     | 0     | 0         | 0         | 0      | 0      | 24    | 3     |
| ТБ/ФКС/Ройн      | Премьер-лига     | 2018             | 25   | 5    | 4     | 1     | 0         | 0         | 0      | 0      | 29    | 6     |
| ТБ/ФКС/Ройн      | Итого            | Итого            | 47   | 8    | 6     | 1     | 0         | 0         | 0      | 0      | 53    | 9     |
| ТБ Твёройри      | Премьер-лига     | 2019             | 13   | 6    | 2     | 1     | 0         | 0         | 0      | 0      | 15    | 7     |
| ТБ Твёройри      | Итого            | Итого            | 13   | 6    | 2     | 1     | 0         | 0         | 0      | 0      | 15    | 7     |
| Б36              | Премьер-лига     | 2019             | 12   | 3    | 0     | 0     | 2         | 0         | 0      | 0      | 14    | 3     |
| Б36              | Премьер-лига     | 2020             | 24   | 5    | 3     | 3     | 4         | 1         | 0      | 0      | 31    | 9     |
| Б36              | Итого            | Итого            | 36   | 8    | 3     | 3     | 6         | 1         | 0      | 0      | 45    | 12    |
| ХБ Торсхавн      | Премьер-лига     | 2021             | 24   | 9    | 2     | 2     | 5         | 0         | 1      | 0      | 32    | 11    |
| ХБ Торсхавн      | Итого            | Итого            | 24   | 9    | 2     | 2     | 5         | 0         | 0      | 0      | 31    | 11    |
| Всего за карьеру | Всего за карьеру | Всего за карьеру | 120  | 31   | 13    | 7     | 11        | 1         | 1      | 0      | 145   | 39    |

## Достижения

### Командные
«ХБ Торсхавн»
- Обладатель Суперкубка Фарерских островов (1): 2021

## Личная жизнь
Отец Стефана, Саша Радосавлевич, тоже был футболистом. Он начинал карьеру в любительской лиге Югославии, а в дальнейшем играл на Фарерских островах и в Южной Корее.